# Idris lentor
Idris lentor är en stekelart som beskrevs av Kononova 1995. Idris lentor ingår i släktet Idris och familjen Scelionidae. Inga underarter finns listade i Catalogue of Life.